# MRPL20
MRPL20‏ (Mitochondrial ribosomal protein L20) هوَ بروتين يُشَفر بواسطة جين MRPL20 في الإنسان.